# Cà phê hòa tan

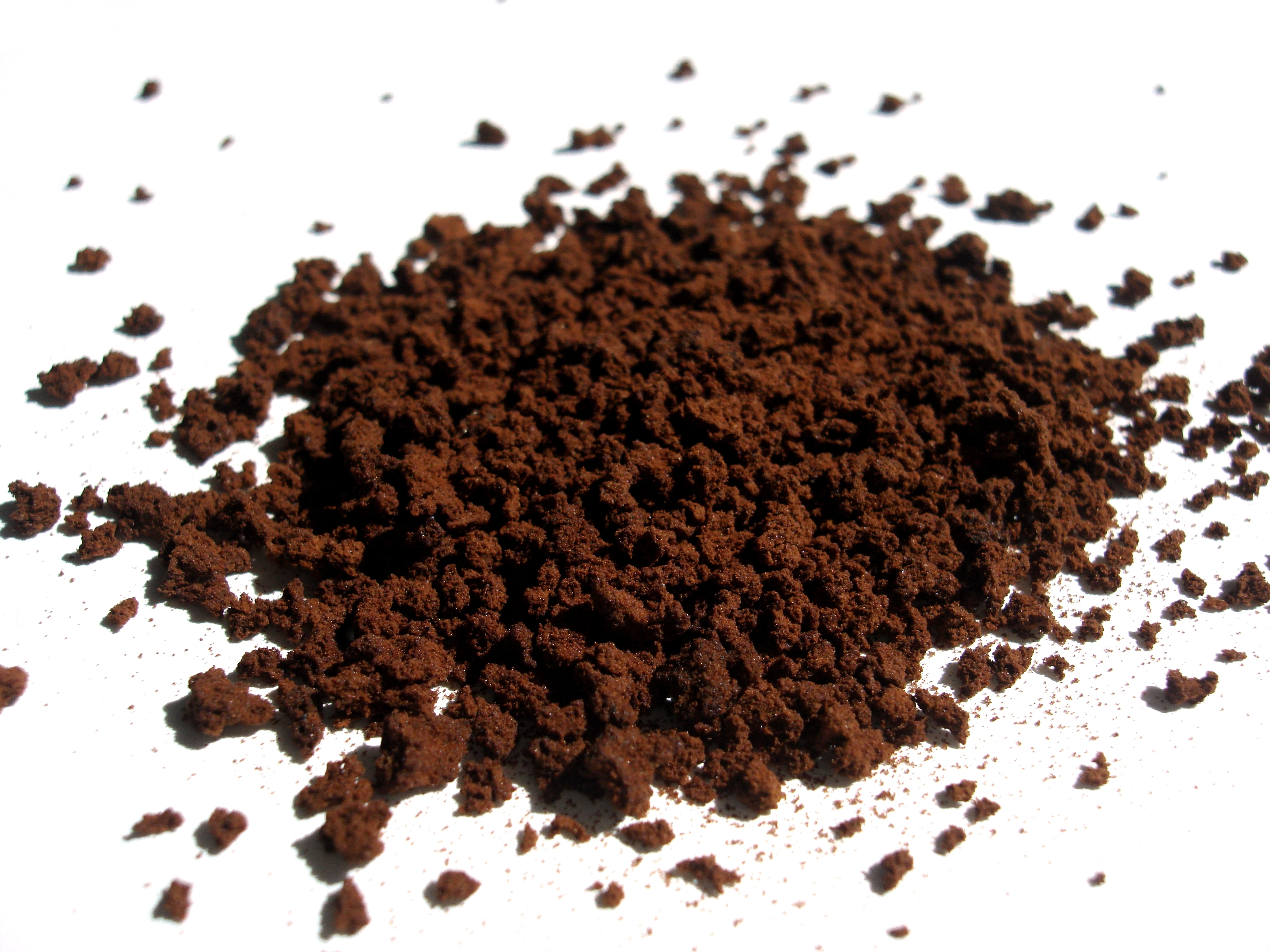
Cà phê hòa tan ở dạng sấy khô

Cà phê hòa tan hay cà phê uống liền (instant coffee) là một loại đồ uống bắt nguồn từ cà phê dưới dạng bột cà phê và đã được nêm nếm sẵn theo khẩu vị và được chế biến bằng phương pháp rang xay sấy khô. Cà phê hòa tan được sử dụng ngay bằng cách chế với nước sôi và khuấy đều là có thể sử dụng. Loại cà phê này rất tiện sử dụng, có thể bảo quản được lâu và dễ sử dụng.
Cà phê hòa tan xuất hiện trên thị trường vào những năm 1950 và đã phát triển nhanh chóng và trở thành một trong những loại hình cà phê phổ biến nhất. Tính trên bình diện toàn cầu, cà phê hòa tan luôn tạo ra một mức doanh thu ổn định trên 20 tỷ USD, giá trị này tương đương so với doanh thu của các chuỗi quán café. Hiện nay, thị phần cà phê hòa tan trong hơn nửa thế kỷ đang chịu sự thống trị của hãng Nescafe.

## Chế biến

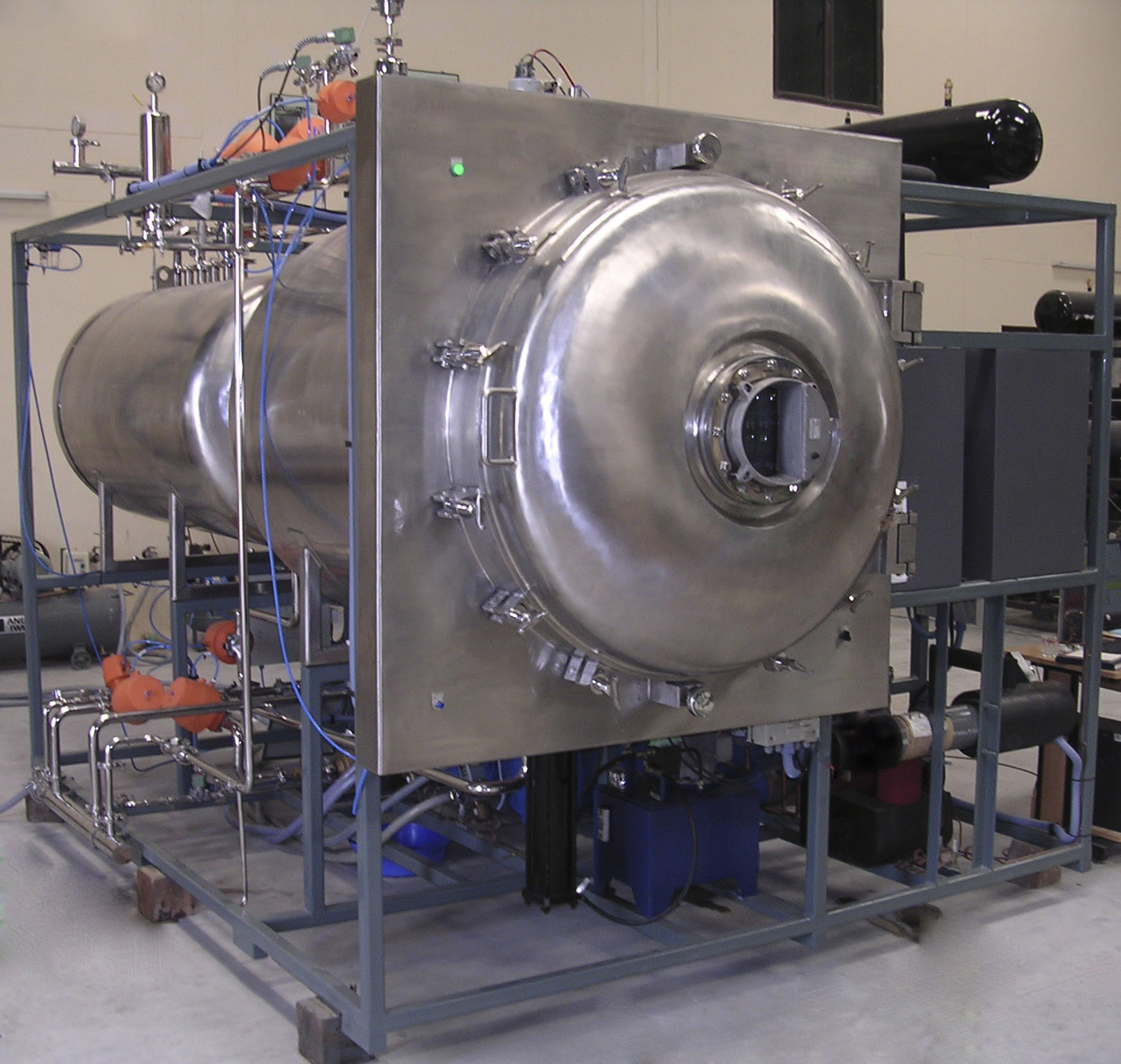
Sản xuất cà phê hòa tan

Quy trình chế biến cà phê đi qua ba bước để khử nước trong cà phê, chuyển cà phê sang dạng những hạt nhỏ như bột (granule). Ba bước đó là: Khử "giai đoạn đầu" (pre-stripping), khử những chất hoà tan được của cà phê (soluble coffee solids) và sấy khô.
- Khử giai đoạn đầu: Trước khi khử những chất hoà tan, các hợp chất dễ bay hơi được loại bỏ. Thường thì việc này được thực hiện bằng cách cho hơi đi qua lớp cà phê đã được rang và xay.
- Khử những chất hoà tan của cà phê: Nước được sử dụng như một dung môi. Những chất hoà tan có thể được khử bằng ba cách: khử bằng bộ lọc (percolation batteries), khử bằng hệ thống "nước ngược" (counter-current system) và phương pháp hỗn hợp (slurry extraction).
  - Phương pháp khử bằng bộ lọc: Cà phê được giữ trong một hệ thống ống. Sau đó nước nóng được cho qua hệ thống và khử những chất hoà tan có trong cà phê. Những chất này được tách khỏi hệ thống, còn cà phê sau khi đã tách chiết thì được thải ra ngoài.
  - Phương pháp khử bằng hệ thống "nước ngược": Cà phê được giữ trong một ống máng nghiêng, sau đó được đẩy lên trên nhờ hai đinh quay với tốc độ cao. Nước nóng sau đó được đưa vào phần trên của ống máng, làm những chất hoà tan trong cà phê bị khử và dung dịch thoát ra qua phần đáy ống máng.
  - Phương pháp khử hỗn hợp: Cà phê và nước được trộn lẫn với nhau trong một bể, sau đó được tách ra nhờ bơm li tâm.
- Sấy khô: Có hai phương pháp chính dùng để sấy khô: Sấy đông lạnh (freeze drying) và Sấy phun (spray drying).
  - Sấy đông lạnh: Ở phương pháp này, nước trong cà phê bốc hơi để lại một dung dịch có nồng độ cà phê cao. Sau đó dung dịch này được làm lạnh đến -40oC, tạo ra các tinh thể đá. Nhờ quá trình thăng hoa (chất rắn chuyển sang dạng hơi), đá được tách ra khỏi tinh thể. Phần hạt khô còn lại chính là cà phê uống liền.
  - Phương pháp sấy phun: Sau quá trình bốc hơi tự nhiên, dung dịch cà phê đậm đặc được phun từ một tháp cao vào buồng chứa không khí nóng. Sự lưu thông khí nóng trong buồng này tách nước ra khỏi dung dịch và để lại bột cà phê khô.

## Ở Việt Nam
Trước những năm 2000 thị trường cà phê hoà tan ở Việt Nam còn khá nghèo nàn về chủng loại sản phẩm và ít được nhà đầu tư quan tâm, nay thị trường này đã chiếm đến 1/3 tỷ trọng sản lượng cà phê được tiêu thụ. Đi cùng với sự tăng trưởng này là những cuộc chiến gay gắt giữa các thương hiệu cà phê hoà tan.
Theo một kết quả khảo sát hiện VinaCafe vẫn đang là thương hiệu dẫn đầu thị trường cà phê hoà tan, chiếm khoảng 45% thị phần, tiếp theo là NesCafe với 38% và G7 khoảng 10%... còn lại là các nhãn hàng khác. Ba thương hiệu cà phê hòa tan hàng đầu Việt Nam hiện nay là Vinacafé của Công ty cổ phần Cà phê Biên Hòa, Nescafé của tập đoàn thực phẩm số 1 thế giới Nestlé và G7 của Cty TNHH Trung Nguyên. Còn theo số liệu đo lường bán lẻ của công ty AC Nielsen năm 2011, sản phẩm cà phê hòa tan G7 của Trung Nguyên dẫn đầu thị trường cà phê hòa tan Việt Nam với 38% thị phần, tiếp theo là VinaCafe của Công ty cổ phần Cà phê Biên Hòa với 31% và Nescafe của Công ty cổ phần của tập đoàn thực phẩm số 1 thế giới Nestlé khoảng 27%...còn lại là các nhãn hàng khác 
Việc chế biến cà phê hòa tan ở Việt Nam được chú trọng đầu tư. Tại Biên Hòa, tỉnh Đồng Nai xây dựng nhà máy chế biến cà phê tại Khu Công nghiệp Long Thành. Đây là nhà máy chế biến cà phê lớn nhất của Việt Nam với công suất chế biến 3.200 tấn cà phê hòa tan nguyên chất/năm.
Ngày 06/12/2019 tại Khu công nghiệp VSIP II A, tỉnh Bình Dương, Tập đoàn Intimex Group đã khánh thành Nhà máy cà phê hòa tan sử dụng dây chuyền công nghệ của Tập đoàn GEA Niro (Đan Mạch) có công suất 550 kg/giờ, ước đạt 4.000 tấn/năm.
Sản phẩm cà phê hòa tan của G7 thuộc Trung Nguyên đã chính thức vào hệ thống siêu thị bán lẻ của hai tập đoàn tên tuổi thế giới là Costco của Mỹ và E-Mart của Hàn Quốc

## Vấn đề vệ sinh an toàn thực phẩm
Trong quá trình chế biến cà phê hòa tan, có cơ sở sản xuất đã bỏ thêm một số hóa chất không có lợi cho sức khỏe của con người. Một kết quả xét nghiệm mẫu Non dairy creamer - chất nhũ sữa dùng pha chế cà phê hòa tan đã dương tính với chất gây sỏi thận, nguyên liệu bột kem Non dairy creamer được nhập khẩu từ của Trung Quốc. Ngoài ra thì cà phê hòa tan Wake Up Hương Chồn cũng bị nghi ngờ là có phụ gia hóa chất.